# Johnny Cecotto Jr.
Johnny Cecotto Jr., właśc. Johnny Amadeus Cecotto (ur. 9 września 1989 w Augsburgu) – wenezuelski kierowca wyścigowy, posiadający również obywatelstwo niemieckie. Syn byłego motocyklowego mistrza świata i kierowcy Formuły 1, Johnny Cecotto.

## Życiorys

### Początki kariery
Po zakończeniu kariery kartingowej Cecotto w roku 2005 postanowił rozpocząć poważną karierę wyścigową, debiutując w zimowej edycji Włoskiej Formuły Renault oraz Włoskiej Formule Junior 1600. Ostatecznie zmagania w nich zakończył odpowiednio na 7. i 12. miejscu, w końcowej klasyfikacji. W tym samym roku brał udział również w Niemieckiej Formule BMW. Debiut w serii nie był jednak udany dla Cecotto, który zmagania ukończył dopiero na 22. pozycji.
W 2006 roku wziął udział w poszczególnych rundach północnoeuropejskiego oraz włoskiego cyklu Formuła Renault, Niemieckiej Formuły 3 oraz Euroserii 3000, jednakże w żadnej z nich nie zanotował imponujących wyników. Rok później zaangażował się w Międzynarodową Formułę Master. Jeżdżąc dla włoskiej stajni Ombra Racing, rywalizację zakończył na 8. miejscu, z dorobkiem trzech miejsc na podium. Ponownie zaliczył jedną rundę w Euroserii 3000 oraz spróbował swych sił w Brytyjskiej Formule 3, znowu jednak bez sukcesu.

### Formuła 3
Na sezon 2008 w pełni skoncentrował swoje siły na niemieckim cyklu F3, w którym ścigał się dla zespołu HS Technik. W ciągu szesnastu wyścigów, dziesięciokrotnie stanął na podium, w tym dwukrotnie na najwyższym stopniu. Ostatecznie ukończył ją na 3. miejscu. Dzięki świetnym wynikom, dostał szansę startów w ekipie HBR Motorsport, startującej w Formule 3 Euro Series. Mierne osiągi bolidu nie pozwoliły mu jednak na zdobycie choćby jednego punktu i na cztery rundy przed zakończeniem rywalizacji zerwał kontrakt z austriacką stajnią.

### Seria GP2
Po zaprzestaniu startów w europejskim cyklu F3, Cecotto Jr niespodziewanie, za sprawą dużego budżetu, dostał szansę debiutu w bezpośrednim zapleczu Formuły 1 – serii GP2 – w brytyjskiej stajni David Price Racing (zastąpił w niej Francuza Francka Pererę). W ciągu dwóch rund udziału w niej, Wenezuelczyk był jednak daleki od zdobycia punktów (głównie za sprawą nie najlepszego sprzętu), ostatecznie zajmując w trzech wyścigach pozycję pod koniec drugiej dziesiątki (w jednym nie ruszył do startu).
W przerwie zimowej, podpisał kontrakt z włoskim zespołem Trident Racing, na starty w Azjatyckiej serii GP2. Jego udział ograniczył się jednak do jednej eliminacji, w dzienno-nocnych wyścigach w Abu Zabi. Podczas tych zmagań Cecotto zaprezentował dobre osiągi, będąc sklasyfikowanym odpowiednio na siódmym i szóstym miejscu. Zdobyte punkty pozwoliły Wenezuelczykowi zająć w klasyfikacji generalnej 17. lokatę.
Dobra postawa oraz odpowiednio wysoki budżet pozwoliły Cecotto na starty również w europejskim cyklu. W ciągu ośmiu rund, Cecotto raz sięgnął po punkty, zajmując w pierwszym wyścigu, na krętych ulicach Monte Carlo, czwartą pozycję. W ostatnich dwóch eliminacjach, na torze we Włoszech oraz Abu Zabi, jego miejsce zajęli Włosi – odpowiednio Edoardo Piscopo oraz Federico Leo.
W sezonie 2011 przeniósł się do portugalskiej ekipy Ocean Racing Technology. Niekonkurencyjny bolid uniemożliwił mu zdobycie jakichkolwiek punktów zarówno w azjatyckiej, jak i europejskiej edycji.
Przełom nastąpił w 2012 roku, kiedy to podpisał kontrakt z mistrzowską stajnią Barwa Addax. Johnny siedmiokrotnie zdobył punkty, w tym aż dwukrotnie zwyciężył. Oba wyścigi wygrane zostały w sobotę. Cecotto Jr stawał łącznie czterokrotnie na podium. Nierówna forma uniemożliwiła jednak walkę o czołowe pozycje w klasyfikacji generalnej i ostatecznie zmagania zakończył na 9. pozycji.
Na sezon 2013 Wenezuelczyk przeniósł się do ekipy Arden International. W ciągu 21 wyścigów, w których wystartował, ani raz nie stawał na podium. Z dorobkiem 41 punktów uplasował się na 16. pozycji w klasyfikacji generalnej.
W sezonie 2014 ponownie zmienił pracodawcę włoską ekipę Trident. Wystartował łącznie w 22 wyścigach, spośród których w dwóch odnosił zwycięstwa. Był najlepszy w głównym wyścigu w Hiszpanii i w sprincie w Austrii. Poza wymienionymi zwycięstwami, jeszcze trzykrotnie stawał na podium. Uzbierał łącznie 149 punktów, które zapewniły mu 5. miejsce w końcowej klasyfikacji kierowców.
Po długiej niepewności nawiązał współpracę z zespołem Hilmer Motorsport. Starty w serii rozpoczął jednak od wyścigów na hiszpańskim torze Circuit de Catalunya oraz ulicznym Monte Carlo, gdyż niemiecka ekipa z przyczyn finansowych zrezygnowała ze startu w Azji. Rywalizację kończył jednak poza czołową dwudziestką i po czterech startach opuścił Hilmera. Po absencji na austriackim Red Bull Ringu, Cecotto Jr spróbował swych sił w brytyjskiej ekipie Carlina, na angielskim torze Silverstone (zajął fotel po Duńczyku Marco Sorensenie). W pierwszym starcie był trzynasty, natomiast w drugim po problemach dopiero dwudziesty szósty. Ostatnie cztery wyścigi, które zaliczył na torze Autodromo Nazionale di Monza oraz Sochi Autodrom, odbył we włoskim teamie Trident Racing (zastąpił Szweda Gustava Malję). Ponownie jednak najwyższa lokatę, jaką odnotował, było trzynaste miejsce.

### Auto GP
W roku 2015 podpisał kontrakt z ekipą Virtuosi UK na starty w Auto GP. Na węgierskim torze Hungaroring zmagania zakończył odpowiednio na piątej i trzeciej lokacie. W związku ze startem w GP2 opuścił kolejną eliminację na brytyjskim obiekcie Silverstone. Po tej rundzie seria z powodu małej frekwencji i strat, jakie generowała, została zawieszona i Wenezuelczyk więcej w niej nie wystartował. Zdobyte punkty sklasyfikowały go na 8. miejscu.

## Wyniki

### GP2
| Legenda oznaczeń w tabelach wyników Wyświetl szablon na nowej stronie | Legenda oznaczeń w tabelach wyników Wyświetl szablon na nowej stronie                                                                     |
| Oznaczenie                                                            | Wyjaśnienie |
| --------------------------------------------------------------------- | --- |
| Złoty                                                                 | Zwycięzca lub mistrzostwo |
| Srebrny                                                               | 2. miejsce lub wicemistrzostwo |
| Brązowy                                                               | 3. miejsce lub II wicemistrzostwo |
| Zielony                                                               | Ukończył, punktował (w klasyfikacji generalnej, gdy zdobył co najmniej jeden punkt na przestrzeni sezonu, poza trzema powyższymi opcjami) |
| Niebieski                                                             | Ukończył, nie punktował (w klasyfikacji generalnej, gdy nie zdobył co najmniej jednego punktu na przestrzeni sezonu)                      |
| Czerwony                                                              | Nie zakwalifikował się (NZ) |
| Czerwony                                                              | Nie prekwalifikował się (NPK) |
| Różowy                                                                | Nie ukończył (NU) |
| Różowy                                                                | Niesklasyfikowany (NS) (w klasyfikacji generalnej, gdy nie został sklasyfikowany w żadnym wyścigu sezonu)                                 |
| Czarny                                                                | Zdyskwalifikowany (DK) |
| Czarny                                                                | Wykluczony (WYK/EX) |
| Biały                                                                 | Nie wystartował (NW) |
| Biały                                                                 | Kontuzjowany (K/INJ) |
| Biały                                                                 | Wyścig odwołany (OD/C) |
| Bez koloru                                                            | Został wycofany (WYC/WD) |
| Bez koloru                                                            | Nie przybył (NP/DNA) |
| Bez koloru                                                            | Nie brał udziału w treningach (NT/DNP) |
| Bez koloru                                                            | Nie został zgłoszony (–) |
| Pogrubienie                                                           | Start z pole position |
| Kursywa                                                               | Najszybsze okrążenie wyścigu |
| †                                                                     | Nie ukończył, ale jego rezultat został zaliczony ze względu na przejechanie więcej niż 90% dystansu wyścigu.                              |
| *                                                                     | Sezon w trakcie |
| 1/2/3                                                                 | Punktowana pozycja w sprincie kwalifikacyjnym                                                                                             |
| Lista systemów punktacji Formuły 1                                    | |

| Rok  | Zespół                  | Wyniki w poszczególnych eliminacjach | Wyniki w poszczególnych eliminacjach | Wyniki w poszczególnych eliminacjach | Wyniki w poszczególnych eliminacjach | Wyniki w poszczególnych eliminacjach | Wyniki w poszczególnych eliminacjach | Wyniki w poszczególnych eliminacjach | Wyniki w poszczególnych eliminacjach | Wyniki w poszczególnych eliminacjach | Wyniki w poszczególnych eliminacjach | Wyniki w poszczególnych eliminacjach | Wyniki w poszczególnych eliminacjach | Wyniki w poszczególnych eliminacjach | Wyniki w poszczególnych eliminacjach | Wyniki w poszczególnych eliminacjach | Wyniki w poszczególnych eliminacjach | Wyniki w poszczególnych eliminacjach | Wyniki w poszczególnych eliminacjach | Wyniki w poszczególnych eliminacjach | Wyniki w poszczególnych eliminacjach | Wyniki w poszczególnych eliminacjach | Wyniki w poszczególnych eliminacjach | Wyniki w poszczególnych eliminacjach | Wyniki w poszczególnych eliminacjach | Punkty | Pozycja |
| ---- | ----------------------- | ------------------------------------ | ------------------------------------ | ------------------------------------ | ------------------------------------ | ------------------------------------ | ------------------------------------ | ------------------------------------ | ------------------------------------ | ------------------------------------ | ------------------------------------ | ------------------------------------ | ------------------------------------ | ------------------------------------ | ------------------------------------ | ------------------------------------ | ------------------------------------ | ------------------------------------ | ------------------------------------ | ------------------------------------ | ------------------------------------ | ------------------------------------ | ------------------------------------ | ------------------------------------ | ------------------------------------ | ------ | ------- |
| 2009 | David Price Racing      | ESP                                  | ESP                                  | MON                                  | MON                                  | TUR                                  | TUR                                  | GBR                                  | GBR                                  | DEU                                  | DEU                                  | HUN                                  | HUN                                  | VAL                                  | VAL                                  | BEL                                  | BEL                                  | ITA                                  | ITA                                  | POR                                  | POR                                  |                                      |                                      |                                      |                                      | 0      | 30      |
| 2009 | David Price Racing      | –                                    | –                                    | –                                    | –                                    | –                                    | –                                    | –                                    | –                                    | –                                    | –                                    | –                                    | –                                    | –                                    | –                                    | –                                    | –                                    | 18†                                  | 16†                                  | NW                                   | 18                                   |                                      |                                      |                                      |                                      | 0      | 30      |
| 2010 | Trident Racing          | ESP                                  | ESP                                  | MON                                  | MON                                  | TUR                                  | TUR                                  | VAL                                  | VAL                                  | GBR                                  | GBR                                  | DEU                                  | DEU                                  | HUN                                  | HUN                                  | BEL                                  | BEL                                  | ITA                                  | ITA                                  | ARE                                  | ARE                                  |                                      |                                      |                                      |                                      | 3      | 23      |
| 2010 | Trident Racing          | NU                                   | 17                                   | 9                                    | 4                                    | 12                                   | 12                                   | NU                                   | 14                                   | 18                                   | 23                                   | 13                                   | NU                                   | NU                                   | 13                                   | 10                                   | NU                                   | –                                    | –                                    | –                                    | –                                    |                                      |                                      |                                      |                                      | 3      | 23      |
| 2011 | Ocean Racing Technology | TUR                                  | TUR                                  | ESP                                  | ESP                                  | MON                                  | MON                                  | VAL                                  | VAL                                  | GBR                                  | GBR                                  | DEU                                  | DEU                                  | HUN                                  | HUN                                  | BEL                                  | BEL                                  | ITA                                  | ITA                                  |                                      |                                      |                                      |                                      |                                      |                                      | 0      | 24      |
| 2011 | Ocean Racing Technology | NU                                   | 13                                   | 14                                   | 13                                   | NU                                   | 17                                   | 14                                   | 17                                   | 13                                   | NU                                   | 11                                   | NU                                   | NU                                   | NU                                   | 11                                   | 8                                    | 17                                   | 15                                   |                                      |                                      |                                      |                                      |                                      |                                      | 0      | 24      |
| 2012 | Barwa Addax             | MAL                                  | MAL                                  | BHR                                  | BHR                                  | BHR                                  | BHR                                  | ESP                                  | ESP                                  | MON                                  | MON                                  | VAL                                  | VAL                                  | GBR                                  | GBR                                  | DEU                                  | DEU                                  | HUN                                  | HUN                                  | BEL                                  | BEL                                  | ITA                                  | ITA                                  | SIN                                  | SIN                                  | 104    | 9       |
| 2012 | Barwa Addax             | NU                                   | 22                                   | NU                                   | 22†                                  | 9                                    | NU                                   | 18                                   | 13                                   | 1                                    | NU                                   | DK                                   | NU                                   | 2                                    | 18†                                  | 1                                    | 6                                    | NU                                   | NU                                   | 17                                   | NU                                   | 2                                    | 5                                    | NU                                   | 9                                    | 104    | 9       |
| 2013 | Arden International     | MAL                                  | MAL                                  | BHR                                  | BHR                                  | ESP                                  | ESP                                  | MON                                  | MON                                  | GBR                                  | GBR                                  | DEU                                  | DEU                                  | HUN                                  | HUN                                  | BEL                                  | BEL                                  | ITA                                  | ITA                                  | SIN                                  | SIN                                  | ARE                                  | ARE                                  |                                      |                                      | 41     | 16      |
| 2013 | Arden International     | 12                                   | 5                                    | 10                                   | 12                                   | 8                                    | 5                                    | NU                                   | EX                                   | 17                                   | NU                                   | 10                                   | 5                                    | 21                                   | NU                                   | 14                                   | 7                                    | 12                                   | 8                                    | 14                                   | 6                                    | 8                                    | NU                                   |                                      |                                      | 41     | 16      |
| 2014 | Trident                 | BHR                                  | BHR                                  | ESP                                  | ESP                                  | MON                                  | MON                                  | AUT                                  | AUT                                  | GBR                                  | GBR                                  | DEU                                  | DEU                                  | HUN                                  | HUN                                  | BEL                                  | BEL                                  | ITA                                  | ITA                                  | RUS                                  | RUS                                  | ARE                                  | ARE                                  |                                      |                                      | 140    | 5       |
| 2014 | Trident                 | 21                                   | 14                                   | 1                                    | 6                                    | 4                                    | 4                                    | 6                                    | 1                                    | 6                                    | 3                                    | 7                                    | NU                                   | NU                                   | NU                                   | 3                                    | 2                                    | 10                                   | NU                                   | 19                                   | 23                                   | 6                                    | 6                                    |                                      |                                      | 140    | 5       |
| 2015 |                         | BHR                                  | BHR                                  | ESP                                  | ESP                                  | MON                                  | MON                                  | AUT                                  | AUT                                  | GBR                                  | GBR                                  | HUN                                  | HUN                                  | BEL                                  | BEL                                  | ITA                                  | ITA                                  | RUS                                  | RUS                                  | BHR                                  | BHR                                  | ARE                                  |                                      |                                      |                                      | 0      | 28      |
| 2015 | Hilmer Motorsport       | -                                    | -                                    | 21                                   | NU                                   | 20                                   | NU                                   | -                                    | -                                    | -                                    | -                                    | -                                    | -                                    | -                                    | -                                    | -                                    | -                                    | -                                    | -                                    | -                                    | -                                    | -                                    |                                      |                                      |                                      | 0      | 28      |
| 2015 | Carlin                  | -                                    | -                                    | -                                    | -                                    | -                                    | -                                    | -                                    | -                                    | 13                                   | 25                                   | -                                    | -                                    | -                                    | -                                    | -                                    | -                                    | -                                    | -                                    | -                                    | -                                    | -                                    |                                      |                                      |                                      | 0      | 28      |
| 2015 | Trident                 | -                                    | -                                    | -                                    | -                                    | -                                    | -                                    | -                                    | -                                    | -                                    | -                                    | -                                    | -                                    | -                                    | -                                    | 18                                   | 13                                   | 13                                   | 22                                   | -                                    | -                                    | -                                    |                                      |                                      |                                      | 0      | 28      |
| 2016 | Rapax                   | ESP                                  | ESP                                  | MON                                  | MON                                  | AZE                                  | AZE                                  | AUT                                  | AUT                                  | GBR                                  | GBR                                  | HUN                                  | HUN                                  | GER                                  | GER                                  | BEL                                  | BEL                                  | ITA                                  | ITA                                  | MAL                                  | MAL                                  | ARE                                  | ARE                                  |                                      |                                      | 18     | 18      |
| 2016 | Rapax                   | –                                    | –                                    | –                                    | –                                    | –                                    | –                                    | –                                    | –                                    | –                                    | –                                    | –                                    | –                                    | –                                    | –                                    | –                                    | –                                    | –                                    | –                                    | 13                                   | 9                                    | 7                                    | 2                                    |                                      |                                      | 18     | 18      |

### Azjatycka Seria GP2
| Legenda oznaczeń w tabelach wyników Wyświetl szablon na nowej stronie | Legenda oznaczeń w tabelach wyników Wyświetl szablon na nowej stronie                                                                     |
| Oznaczenie                                                            | Wyjaśnienie |
| --------------------------------------------------------------------- | --- |
| Złoty                                                                 | Zwycięzca lub mistrzostwo |
| Srebrny                                                               | 2. miejsce lub wicemistrzostwo |
| Brązowy                                                               | 3. miejsce lub II wicemistrzostwo |
| Zielony                                                               | Ukończył, punktował (w klasyfikacji generalnej, gdy zdobył co najmniej jeden punkt na przestrzeni sezonu, poza trzema powyższymi opcjami) |
| Niebieski                                                             | Ukończył, nie punktował (w klasyfikacji generalnej, gdy nie zdobył co najmniej jednego punktu na przestrzeni sezonu)                      |
| Czerwony                                                              | Nie zakwalifikował się (NZ) |
| Czerwony                                                              | Nie prekwalifikował się (NPK) |
| Różowy                                                                | Nie ukończył (NU) |
| Różowy                                                                | Niesklasyfikowany (NS) (w klasyfikacji generalnej, gdy nie został sklasyfikowany w żadnym wyścigu sezonu)                                 |
| Czarny                                                                | Zdyskwalifikowany (DK) |
| Czarny                                                                | Wykluczony (WYK/EX) |
| Biały                                                                 | Nie wystartował (NW) |
| Biały                                                                 | Kontuzjowany (K/INJ) |
| Biały                                                                 | Wyścig odwołany (OD/C) |
| Bez koloru                                                            | Został wycofany (WYC/WD) |
| Bez koloru                                                            | Nie przybył (NP/DNA) |
| Bez koloru                                                            | Nie brał udziału w treningach (NT/DNP) |
| Bez koloru                                                            | Nie został zgłoszony (–) |
| Pogrubienie                                                           | Start z pole position |
| Kursywa                                                               | Najszybsze okrążenie wyścigu |
| †                                                                     | Nie ukończył, ale jego rezultat został zaliczony ze względu na przejechanie więcej niż 90% dystansu wyścigu.                              |
| *                                                                     | Sezon w trakcie |
| 1/2/3                                                                 | Punktowana pozycja w sprincie kwalifikacyjnym                                                                                             |
| Lista systemów punktacji Formuły 1                                    | |

| Rok       | Zespół            | Wyniki w poszczególnych eliminacjach | Wyniki w poszczególnych eliminacjach | Wyniki w poszczególnych eliminacjach | Wyniki w poszczególnych eliminacjach | Wyniki w poszczególnych eliminacjach | Wyniki w poszczególnych eliminacjach | Wyniki w poszczególnych eliminacjach | Wyniki w poszczególnych eliminacjach | Punkty | Pozycja |
| --------- | ----------------- | ------------------------------------ | ------------------------------------ | ------------------------------------ | ------------------------------------ | ------------------------------------ | ------------------------------------ | ------------------------------------ | ------------------------------------ | ------ | ------- |
| 2009/2010 | Trident Racing    | ARE                                  | ARE                                  | ARE                                  | ARE                                  | BHR                                  | BHR                                  | BHR                                  | BHR                                  | 3      | 17      |
| 2009/2010 | Trident Racing    | 7                                    | 6                                    | –                                    | –                                    | –                                    | –                                    | –                                    | –                                    | 3      | 17      |
| 2011      | Super Nova Racing | ARE                                  | ARE                                  | ITA                                  | ITA                                  |                                      |                                      |                                      |                                      | 0      | 15      |
| 2011      | Super Nova Racing | 15                                   | 7                                    | 15                                   | 19†                                  |                                      |                                      |                                      |                                      | 0      | 15      |

### Podsumowanie
| Sezon   | Seria                                         | Zespół                     | Wyścigi | Zwycięstwa | PP | NO | Podium | Punkty | Poz. koń. |
| ------- | --------------------------------------------- | -------------------------- | ------- | ---------- | -- | -- | ------ | ------ | --------- |
| 2005    | Włoska Formuła Renault                        | Kiwi ESP                   | 4       | 0          | 0  | 0  | 1      | 40     | 12        |
| 2005    | Włoska Formuła Renault (zimowa edycja)        | Kiwi ESP                   | 4       | 0          | 0  | 0  | 1      | 18     | 7         |
| 2005    | Niemiecka Formuła BMW                         | Lauderbach Motorsport      | 18      | 0          | 0  | 0  | 0      | 3      | 22        |
| 2005    | Niemiecka Formuła BMW                         | Mamerow Racing             | 18      | 0          | 0  | 0  | 0      | 3      | 22        |
| 2006    | Europejska Formuła 3000                       | Coloni Rookies Team        | 2       | 0          | 0  | 0  | 0      | 2      | 17        |
| 2006    | Włoska Formuła 3000                           | Coloni Rookies Team        | 2       | 0          | 0  | 0  | 0      | 2      | 16        |
| 2006    | Niemiecka Formuła 3                           | Ombra Racing               | 8       | 1          | 0  | 0  | 1      | 20     | 11        |
| 2006    | Niemiecka Formuła 3                           | Target Racing              | 8       | 1          | 0  | 0  | 1      | 20     | 11        |
| 2006    | Włoska Formuła Renault                        | Kiwi ESP                   | 4       | 0          | 0  | 0  | 0      | 0      | NS        |
| 2006    | Północnoeuropejski Puchar Formuły Renault 2.0 | Koiranen bros. Motorsport  | 8       | 0          | 0  | 0  | 1      | 92     | 17        |
| 2007    | Europejska Formuła 3000                       | ELK Motorsport             | 2       | 0          | 0  | 0  | 0      | 4      | 20        |
| 2007    | Włoska Formuła 3000                           | ELK Motorsport             | 2       | 0          | 0  | 0  | 0      | 4      | 13        |
| 2007    | Międzynarodowa Formuła Master                 | Ombra Racing               | 16      | 0          | 0  | 0  | 3      | 30     | 8         |
| 2007    | Brytyjska Formuła 3                           | Räikkönen Robertson Racing | 1       | 0          | 0  | 0  | 0      | 0†     | NS†       |
| 2008    | Niemiecka Formuła 3                           | HS Technik                 | 16      | 2          | 3  | 4  | 10     | 99     | 3         |
| 2009    | Seria GP2                                     | David Price Racing         | 3       | 0          | 0  | 0  | 0      | 0      | 30        |
| 2009    | Formuła 3 Euroseries                          | HBR Motorsport             | 12      | 0          | 0  | 0  | 0      | 0      | 26        |
| 2009–10 | Azjatycka seria GP2                           | Trident Racing             | 2       | 0          | 0  | 0  | 0      | 3      | 17        |
| 2010    | Seria GP2                                     | Trident Racing             | 16      | 0          | 0  | 0  | 0      | 3      | 23        |
| 2011    | Seria GP2                                     | Ocean Racing Technology    | 18      | 0          | 0  | 0  | 0      | 0      | 24        |
| 2011    | Azjatycka Seria GP2                           | Super Nova Racing          | 4       | 0          | 0  | 0  | 0      | 0      | 15        |
| 2012    | Seria GP2                                     | Barwa Addax Team           | 24      | 2          | 1  | 1  | 4      | 104    | 9         |
| 2013    | Seria GP2                                     | Arden International        | 22      | 0          | 1  | 1  | 4      | 41     | 16        |
| 2014    | Seria GP2                                     | Trident                    | 22      | 2          | 1  | 0  | 5      | 140    | 5         |
| 2015    | Auto GP World Series                          | Virtuosi UK                | 2       | 0          | 0  | 0  | 1      | 22     | 8         |
| 2015    | Seria GP2                                     | Hilmer Motorsport          | 10      | 0          | 0  | 0  | 0      | 0      | 28        |
| 2015    | Seria GP2                                     | Carlin                     | 10      | 0          | 0  | 0  | 0      | 0      | 28        |
| 2015    | Seria GP2                                     | Trident                    | 10      | 0          | 0  | 0  | 0      | 0      | 28        |
| 2016    | Seria GP2                                     | Rapax                      | 4       | 0          | 0  | 0  | 1      | 18     | 18        |
| 2016    | Formuła V8 3.5                                | RP Motorsport              | 7       | 1          | 0  | 0  | 1      | 43     | 14        |

† – Cecotto nie był liczony do klasyfikacji.